# Liste der Universitäten in Virginia
Liste von Universitäten und Colleges im US-Bundesstaat Virginia:

## Staatliche Hochschulen
- Christopher Newport University
- College of William & Mary
- Eastern Virginia Medical School
- George Mason University
- James Madison University
- Longwood University
- Marine Corps University
- University of Mary Washington
- Norfolk State University
- Old Dominion University
- Radford University
- University of Virginia
- University of Virginia’s College at Wise
- Virginia Commonwealth University
- Virginia Military Institute
- Virginia Polytechnic Institute and State University
- Virginia State University
- Virginia Union University
- Virginia-Maryland Regional College of Veterinary Medicine

## Private Hochschulen
- Appalachian School of Law
- Averett University
- Bluefield College
- Bridgewater College
- Christendom College
- Eastern Mennonite University
- Edward Via Virginia College of Osteopathic Medicine
- Emory and Henry College
- Ferrum College
- George Washington University Virginia Campus
- Hampden-Sydney College
- Hampton University
- Hollins University
- Liberty University
- Lynchburg College
- Mary Baldwin College
- Marymount University
- Randolph-Macon College
- Randolph College, ehemals Randolph-Macon Woman’s College
- Regent University
- University of Richmond
- Roanoke College
- Saint Paul’s College
- Shenandoah University
- Southern Virginia University
- Sweet Briar College
- Virginia Intermont College
- Virginia International University
- Virginia University of Lynchburg
- Virginia Wesleyan College
- Washington and Lee University
- Westwood College of Technology